# Scheidegg

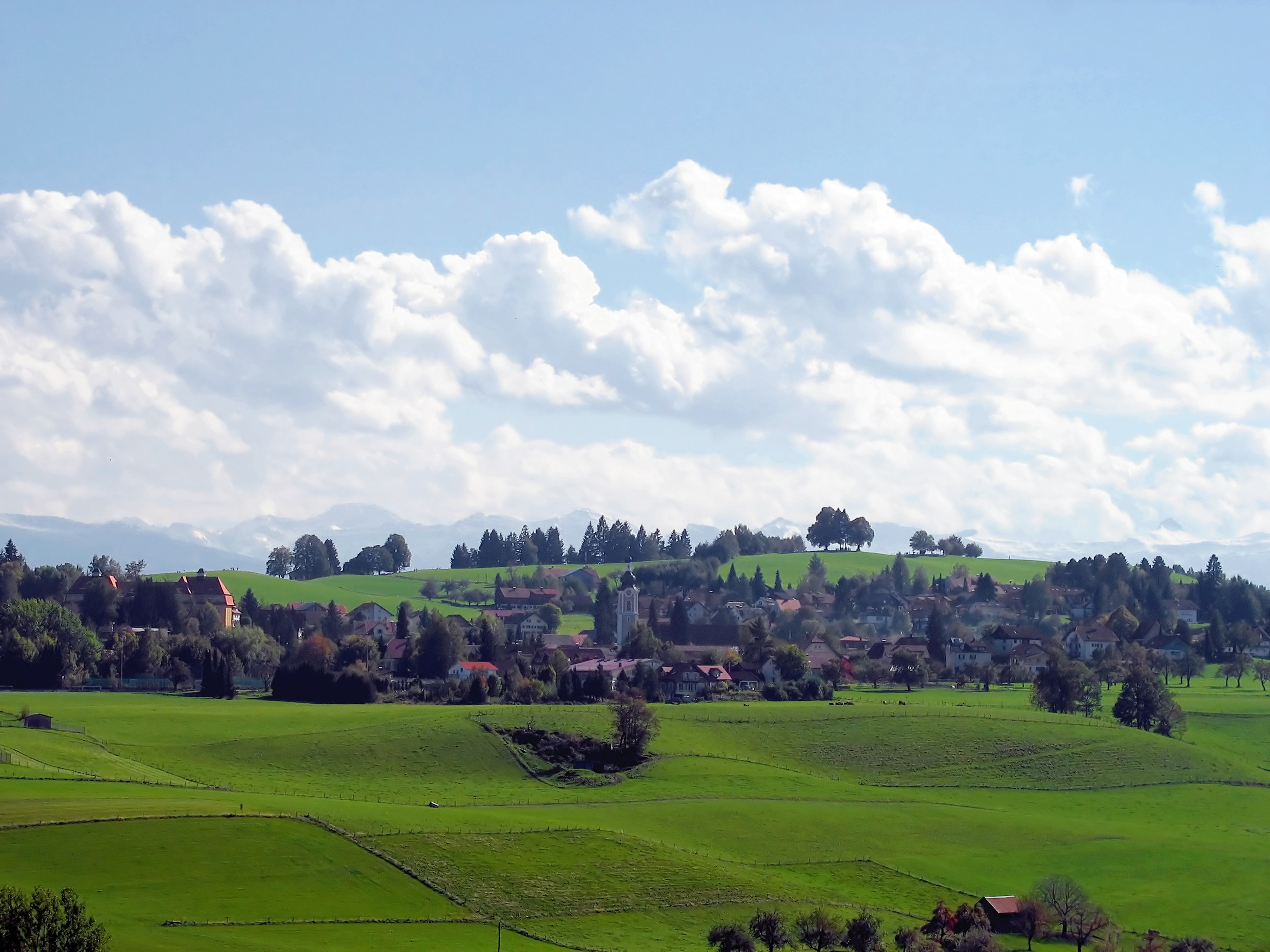
Markt Scheidegg – Blick von Allmannsried in Richtung Süden

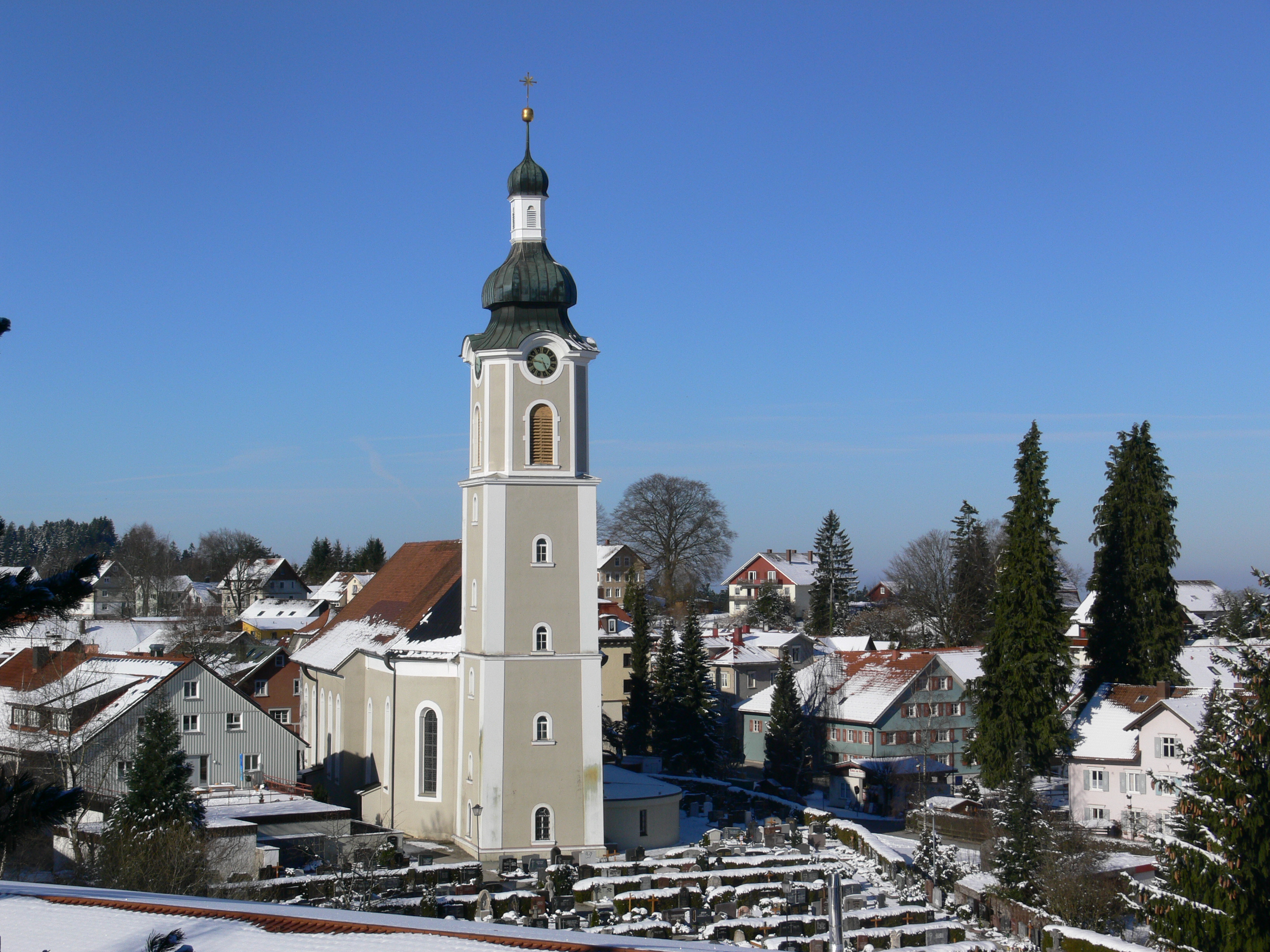
Scheidegg mit Pfarrkirche St. Gallus

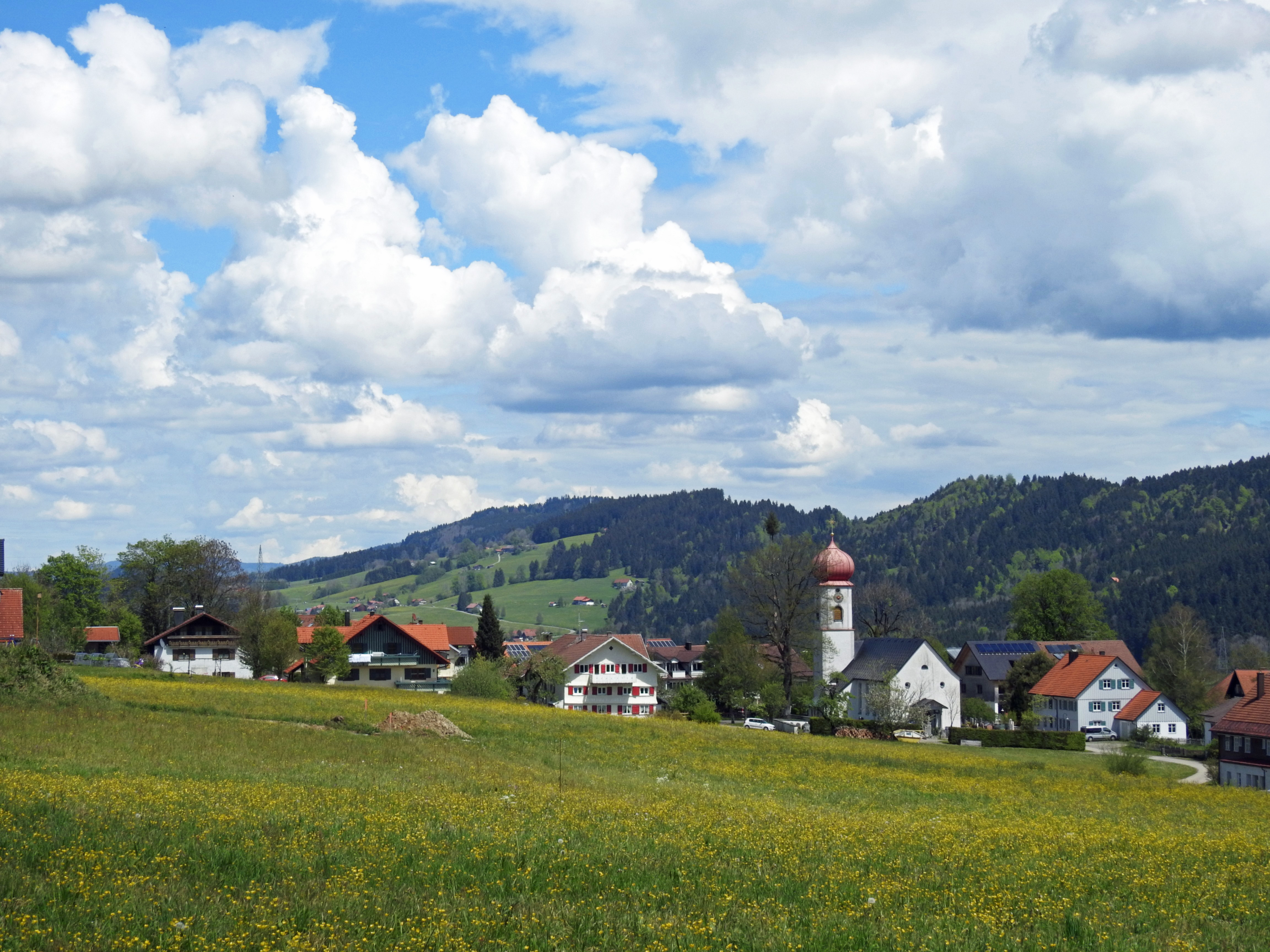
Blick auf den Gemeindeteil Scheffau

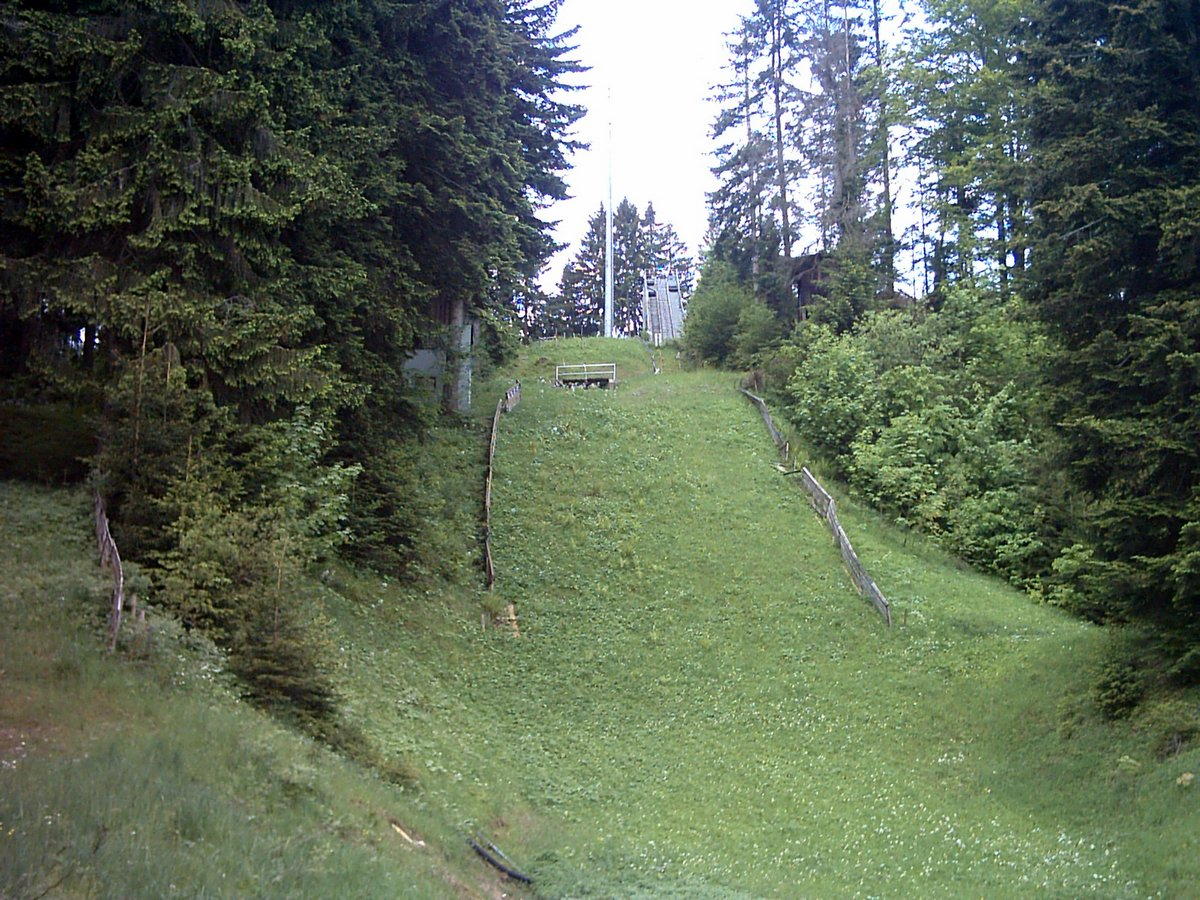
Skisprunganlage Felsenschanze

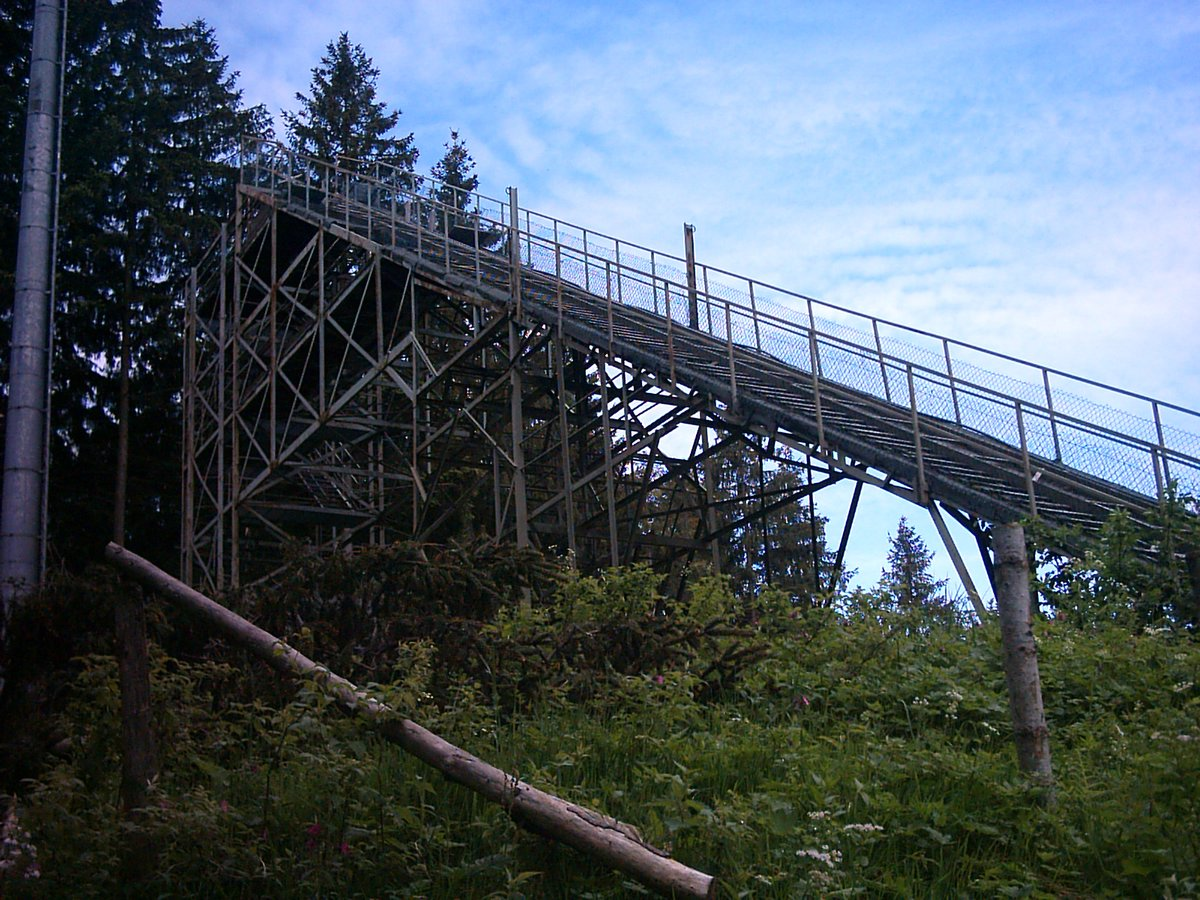
Nahaufnahme Anlaufturm Felsenschanze

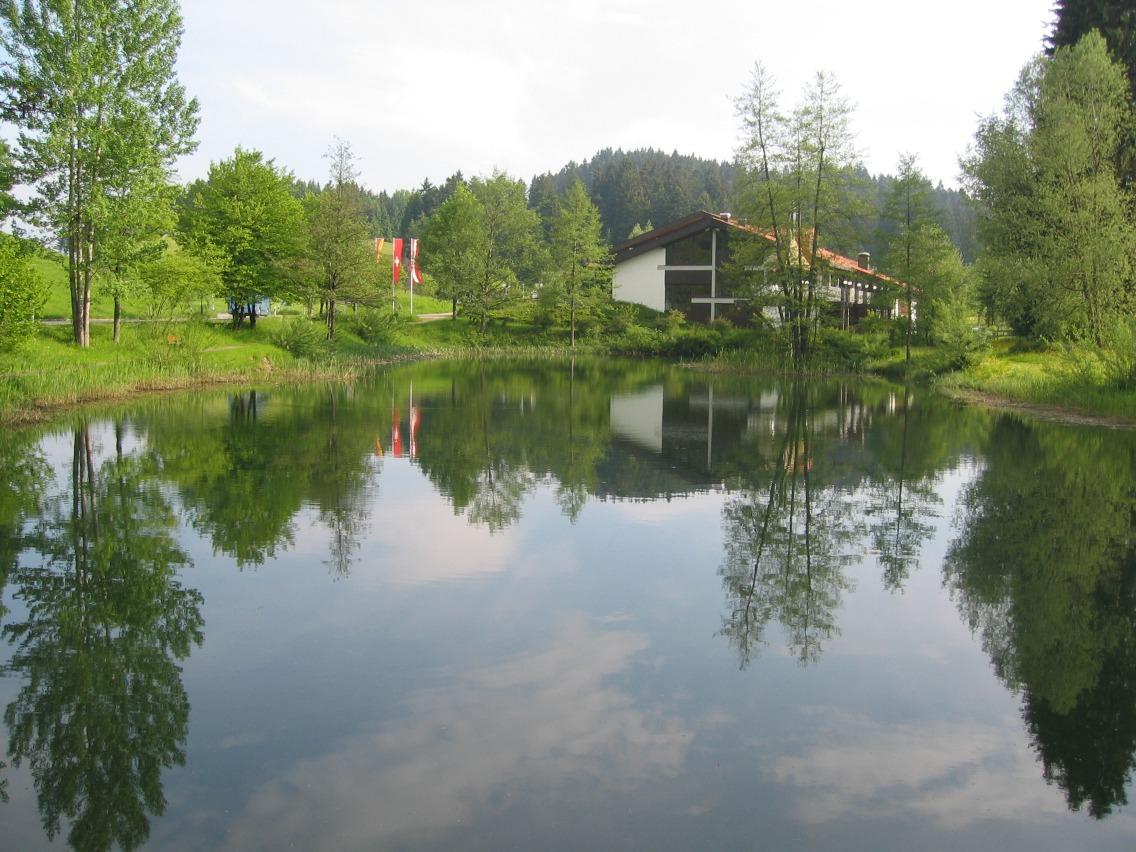
Kurhaus in Scheidegg

Scheidegg (westallgäuerisch Schoidegg) ist ein Markt im bayerisch-schwäbischen Landkreis Lindau (Bodensee). Der gleichnamige Hauptort ist ein staatlich anerkannter Kneipp- und heilklimatischer Kurort.

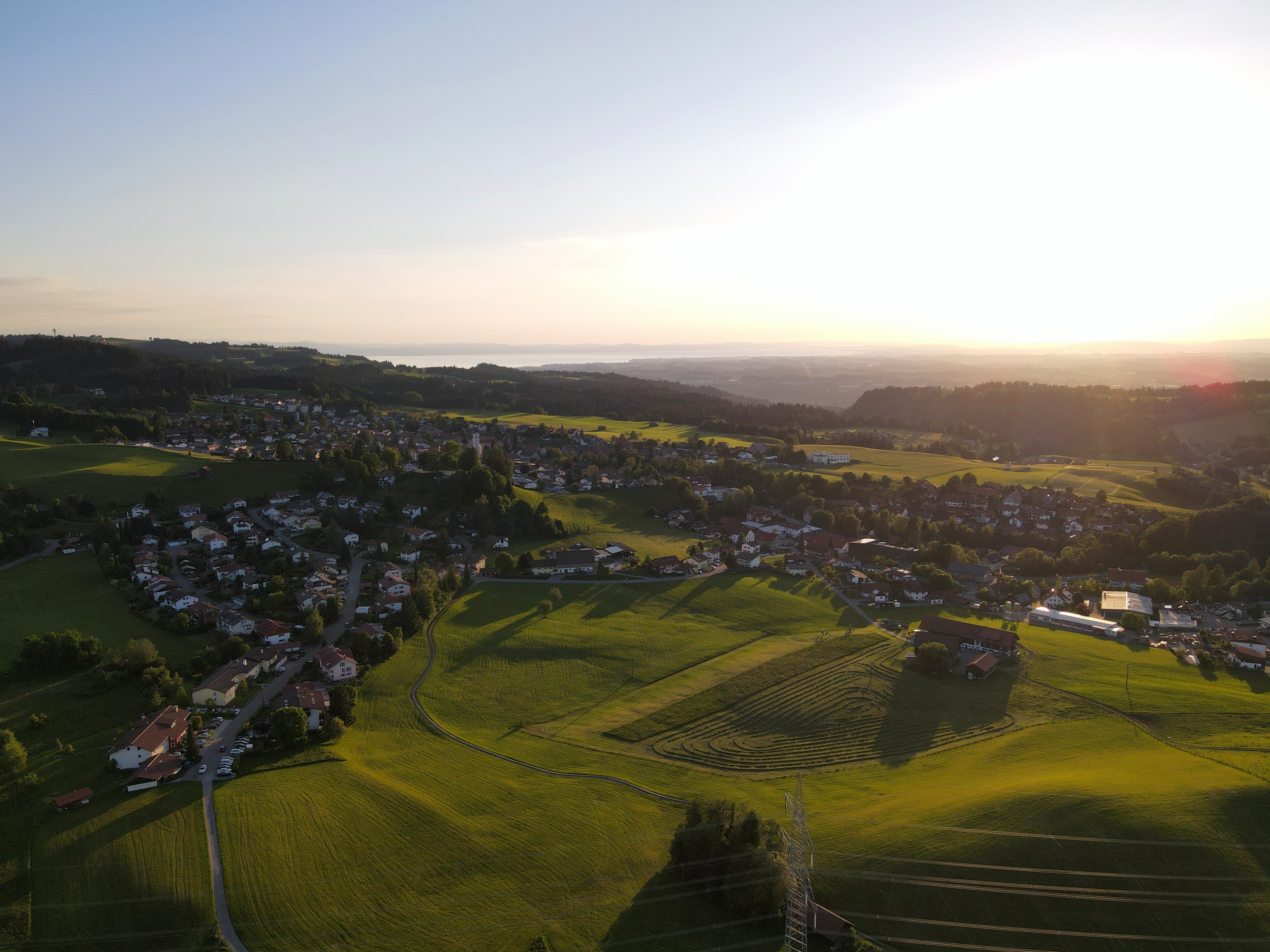
Scheidegg mit Blick nach West Richtung Bodensee

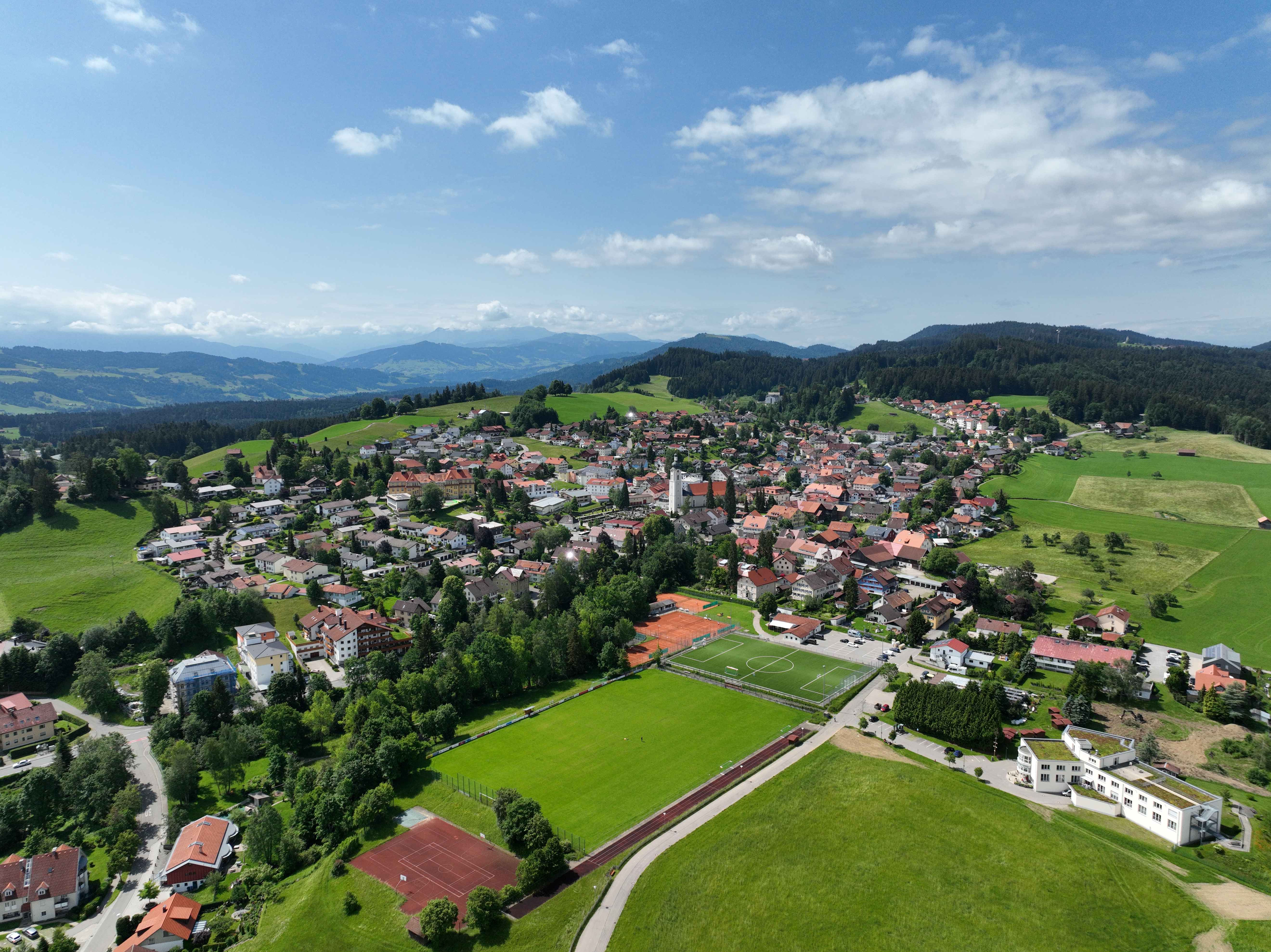
Scheidegg mit Blick nach Süd-Südwest

## Geographie

### Lage
Der in der Region Westallgäu gelegene Markt Scheidegg besteht aus den Hauptorten Scheidegg und Scheffau sowie dem Dorf Lindenau. Im Westen und Süden grenzt der Markt an den Bezirk Bregenz im österreichischen Bundesland Vorarlberg.
Naturräumlich liegt die Gemeinde am Hang des Pfänderstocks, der aus gefalteter Süßwassermolasse aufgebaut ist und sich vom Pfänder oberhalb von Bregenz bis über Lindenberg hinaus von Westsüdwest nach Ostnordost zieht. Das Gemeindegebiet befindet sich in einem Höhenbereich von 600 bis 1000 m ü. NHN.
Siedlungsgeographisch hat sich der Ort aus einem Haufendorf entwickelt, was noch immer sichtbar ist, auch wenn heute eine ganze Reihe größerer, ehemals landwirtschaftlich genutzter Anwesen im Ortskern zu Dienstleistungseinrichtungen, insbesondere Gasthöfen unterschiedlicher Art, umgewandelt ist, was dem Dorf ein etwas städtischeres Gepräge verleiht. Dazu trägt auch das erhöht liegende Schulgebäude bei.

### Gemeindegliederung
Es gibt 51 Gemeindeteile (in Klammern ist der Siedlungstyp angegeben):
- Ablermühle (Einöde)
- Ablers (Weiler)
- Aizenreute (Einöde)
- Allmannsried (Weiler)
- Bärfallen (Einöde)
- Bieslings (Einöde)
- Böserscheidegg (Dorf)
- Brand (Einöde)
- Bronschwand (Einöde)
- Buflingsried (Weiler)
- Bühl (Einöde)
- Bux (Einöde)
- Denzenmühle (Weiler)
- Diethen (Einöde)
- Ebenschwand (Weiler)
- Ellersreute (Einöde)
- Forst (Dorf)
- Forstenhäuser (Weiler)
- Fürstenmühle (Einöde)
- Geisgau (Einöde)
- Greifen (Einöde)
- Gretenmühle (Weiler)
- Hagspiel (Weiler)
- Hammerbühl (Dorf)
- Haslach (Weiler)
- Haus (Dorf)
- Häuslings (Einöde)
- Häuslingsmühle (Einöde)
- Hochberg (Einöde)
- Hummel (Weiler)
- Katzenmühle (Einöde)
- Kinberg (Dorf)
- Leintobel (Weiler)
- Lindenau (Dorf)
- Lötz (Einöde)
- Neuhaus (Dorf)
- Oberbuchenbühl (Weiler)
- Oberschwenden (Sanatorium)
- Oberstein (Weiler)
- Rappenfluh (Einöde)
- Reute (Einöde)
- Rickenbach (Einöde)
- Rorgenmoos (Weiler)
- Schalkenried (Weiler)
- Scheffau (Pfarrdorf)
- Scheidegg (Hauptort)
- Schirpfentobel (Einöde)
- Schmalzgrube (Einöde)
- Unterschwenden (Weiler)
- Unterstein (Weiler)
- Zollamt (Einöde)

### Nachbargemeinden
| Sigmarszell | Opfenbach                                   | Lindenberg im Allgäu  |
| Möggers     | Kompassrose, die auf Nachbargemeinden zeigt | Weiler-Simmerberg     |
|             | Langen bei Bregenz                          | Sulzberg (Vorarlberg) |

## Geschichte

### Bis zum 19. Jahrhundert
Die Besiedlung des Gebiets um Scheidegg erfolgte wahrscheinlich im 6. und 7. Jahrhundert durch die Alemannen. Scheidegg wurde jedoch infolge Urkundenverlustes erstmals 1255 in St. Gallen erwähnt.
Das Dorf gehörte bis 1286 zusammen mit Weiler zum großen Besitz des Klosters St. Gallen, erneut von 1532 bis 1571. Das Reichsbenediktinerkloster St. Gallen förderte Christentum und Kultur. 1296 versetzte Abt Wilhelm Scheidegg an Graf Hugo von Montfort-Bregenz. In Scheidegg und Weiler bestanden Kellhöfe des Klosters, d. h. Verwaltungssitze für den Klosterbesitz im Westallgäu. Aus dieser Rolle – und aus der Lage an der Alten Salzstraße von München über Landsberg am Lech und Kempten (Allgäu) nach Lindau (Bodensee) bzw. Bregenz am Bodensee – entwickelte sich Scheideggs Rolle als ländlicher zentraler Ort in Form eines Marktes. Das Gebiet, das 1571 von Habsburg erworben wurde, blieb bis zum Pressburger Frieden 1805 (Napoleon) bei Vorarlberg und kam dann zu Bayern. Während des Dreißigjährigen Krieges wurde Scheidegg 1634 durch schwedische Truppen niedergebrannt und 1635 von der Pest heimgesucht.
Im 18. Jahrhundert entwickelte sich aus Lindenberg kommend auch in Scheidegg die Herstellung von Strohhüten, die europaweit exportiert wurden. Anfang des 19. Jahrhunderts entstand daraus eine Hutfabrik.

### 20. Jahrhundert
Die Tradition von Scheidegg als Kur- und Erholungsort reicht bis zur Jahrhundertwende (zum 20. Jahrhundert) zurück. Als nach dem Bau der Eisenbahnlinie von Röthenbach nach Scheidegg im Jahr 1901 die ersten Sommerfrischler nach Scheidegg kamen, wurde bereits 1902 mit der Gründung des Verkehrs- und Verschönerungsvereins der erste Versuch unternommen, den Fremdenverkehr zu organisieren. Als dann 1912 mit dem Bau der Prinzregent-Luitpold-Kinderklinik begonnen wurde, war dies der Grundstein für die Entwicklung von Scheidegg zum Kurort. 1936 wurde Scheidegg als Höhenluftkurort anerkannt.
Nach dem Zweiten Weltkrieg war ein Neuanfang erforderlich. Die Notwendigkeit, sich als Kurort zu qualifizieren, wurde bald erkannt, so entstand 1964 der erste „anerkannte Kneippkurbetrieb“.

### Eingemeindungen
Am 1. Juli 1972 wurde im Zuge der Gebietsreform in Bayern die Gemeinde Scheffau eingegliedert.

### Einwohnerentwicklung
Zwischen 1988 und 2018 wuchs die Gemeinde von 3577 auf 4264 um 687 Einwohner bzw. um 19,2 %.

## Politik

### Gemeinderat
Der Marktgemeinderat besteht aus dem Ersten Bürgermeister und 16 Gemeinderäten. Die Wahl zum Gemeinderat am 15. März 2020 führte zu folgendem Ergebnis (mit Vergleichszahlen der Wahl 2014):
| Partei/Liste | Wahl 2020 | Wahl 2020 |           | Wahl 2014 | Wahl 2014 |
| Partei/Liste | Stimmen % | Sitze     | Stimmen % | Sitze     |           |
| CSU          | 38,8      | 6         | 47,2      | 8         |           |
| Freie Wähler | 34,3      | 6         | 33,2      | 5         |           |
| GRÜNE        | 14,5      | 2         | –         | –         |           |
| SPD          | 12,4      | 2         | 19,6      | 3         |           |

Die Wahlbeteiligung lag 2020 bei 56,2 Prozent.

### Bürgermeister
Erster Bürgermeister ist seit 2006 Ulrich Pfanner (CSU). Bei der Kommunalwahl 2020 wurde dieser mit 93,1 Prozent der gültigen Stimmen zum wiederholten Mal im Amt bestätigt. Es gab keinen Gegenkandidaten.

### Wappen
|  | Blasonierung: „Gespalten von Gold und Blau; vorne ein aufrecht stehender, rot bewehrter schwarzer Bär, hinten über einem rotbezungten silbernen Stierkopf ein silberner Spitzturm.“ |
|  | |

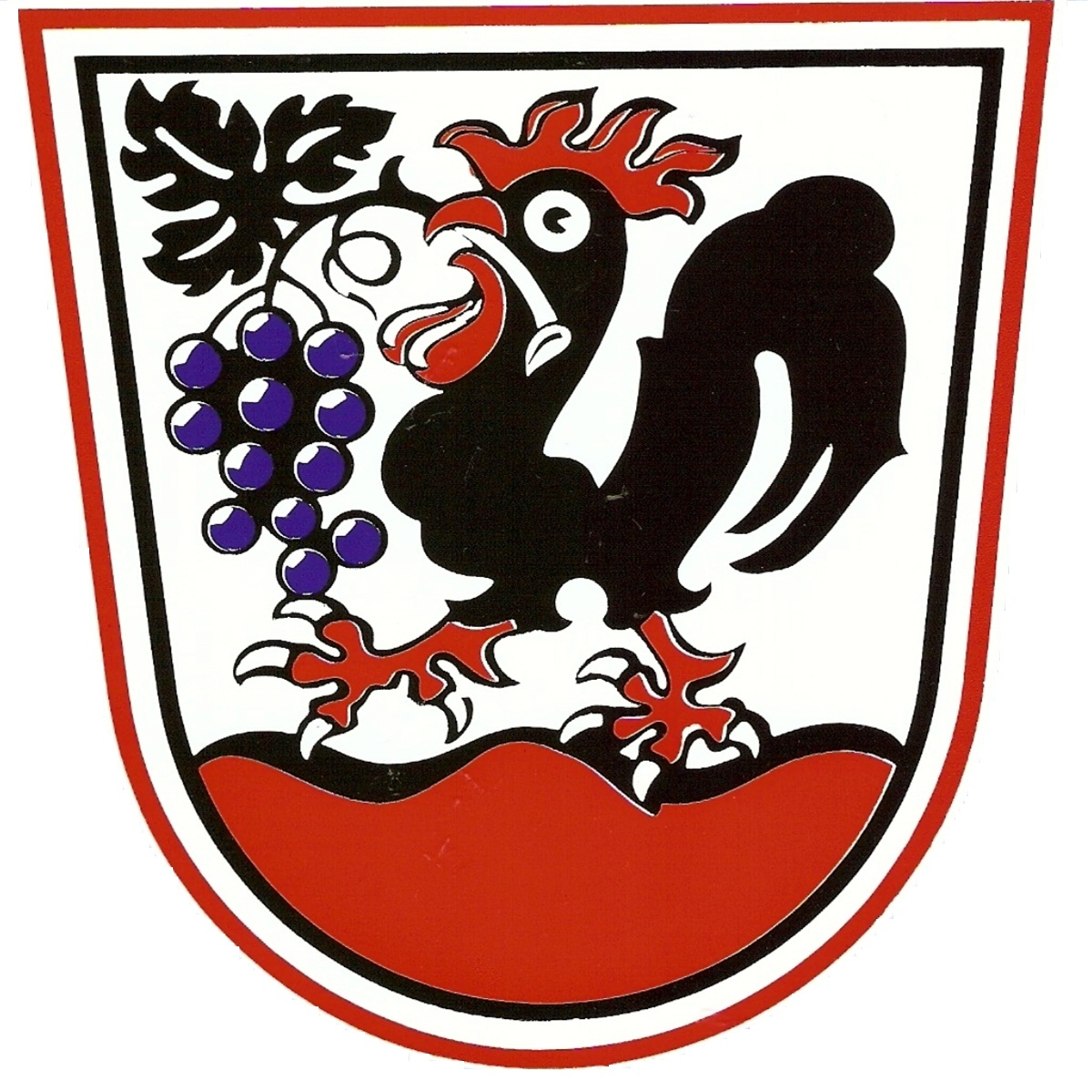
Wappen von Scheffau

Das Wappen des Gemeindeteils Scheffau wurde 1964 zugeteilt und zeigt über wellenförmigen, roten Schildfuß in Silber einen schwarzen Hahn mit einer blauen Weinrebe im goldenen Schnabel.

## Kultur und Sehenswürdigkeiten

### Tourismus

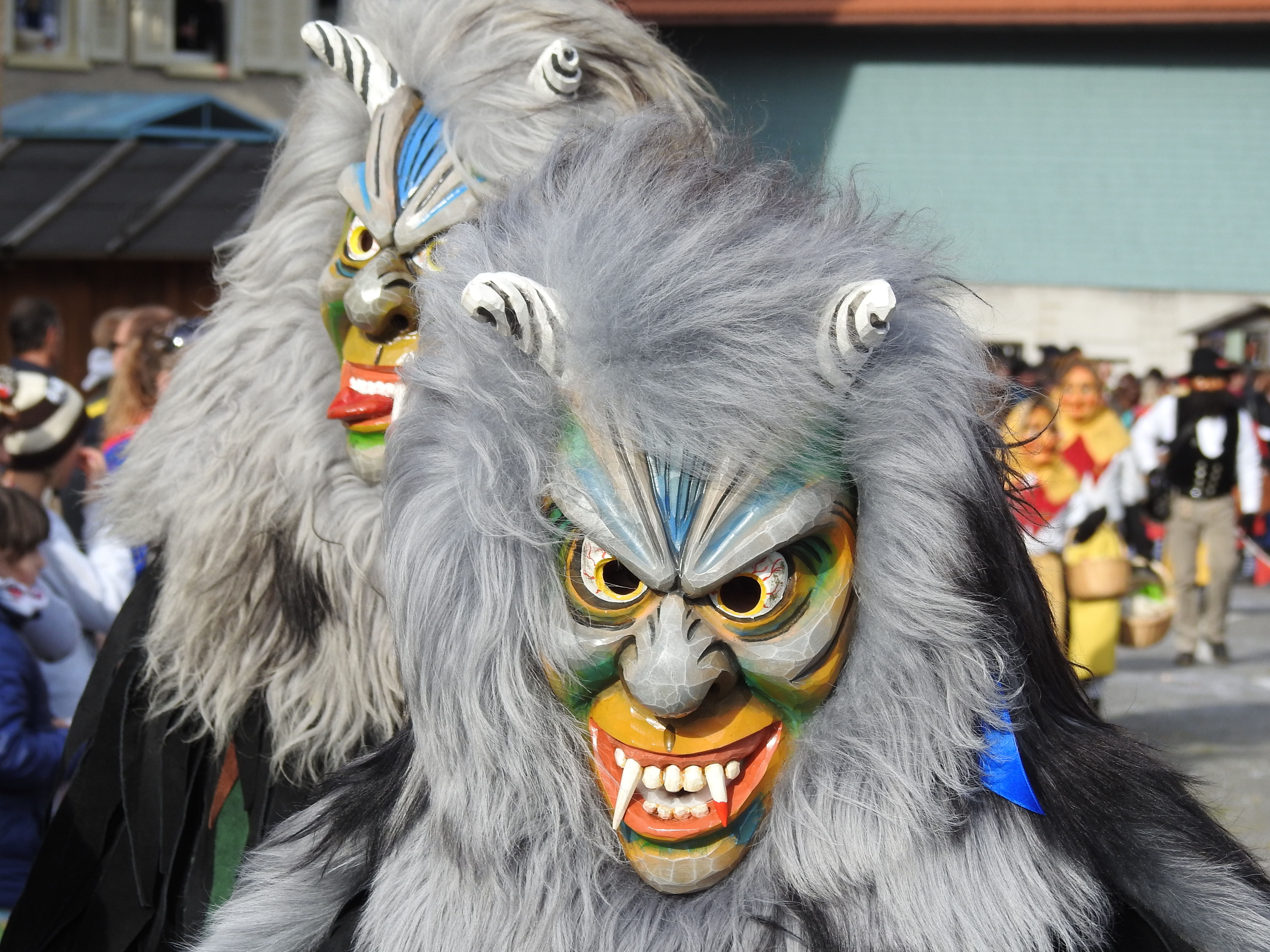
Alemannische Fasnacht in Scheidegg

Die Gemeinde verfügt über rund 2000 Gästebetten. Im Jahr 2007 wurden 334.920 Übernachtungen gezählt. Damit gehört Scheidegg zu den zehn größten Kur- und Fremdenverkehrsorten im Verbandsgebiet Allgäu/Bayerisch-Schwaben.
Scheidegg ist ein traditioneller Wintersportplatz im Allgäu. Die Luggi-Leitner-Lifte (drei Schlepplifte und ein Förderband) und ein ausgezeichnetes Loipennetz stehen dem Wintertouristen zur Verfügung.
Die Gemeinde liegt an der ca. 475 Kilometer langen Radrunde Allgäu und der Westallgäuer Käsestraße, die dort eingebundene Dorfsennerei im Ortsteil Böserscheidegg kann inkl. einer Käsprobe (u. a. Allgäuer Emmentaler) besichtigt werden. Von touristischer Bedeutung sind auch der Baumwipfelpfad „skywalk allgäu“, der Reptilienzoo, das Heimatmuseum und einige Wasserfälle.
Die Gemeinde hat sich seit 2005 zusammen mit Gastronomen und Einzelhändlern zunehmend auf Angebote für Zöliakieerkrankte spezialisiert.
Der Hauptort ist neben Lindenberg Sonnenreichster Ort Bayerns 2009. Mit 2057 Sonnenstunden, gemessen vom Deutschen Wetterdienst, kann die Marktgemeinde für sich werben.

### Landschaft und Natur

#### Scheidegger Wasserfälle

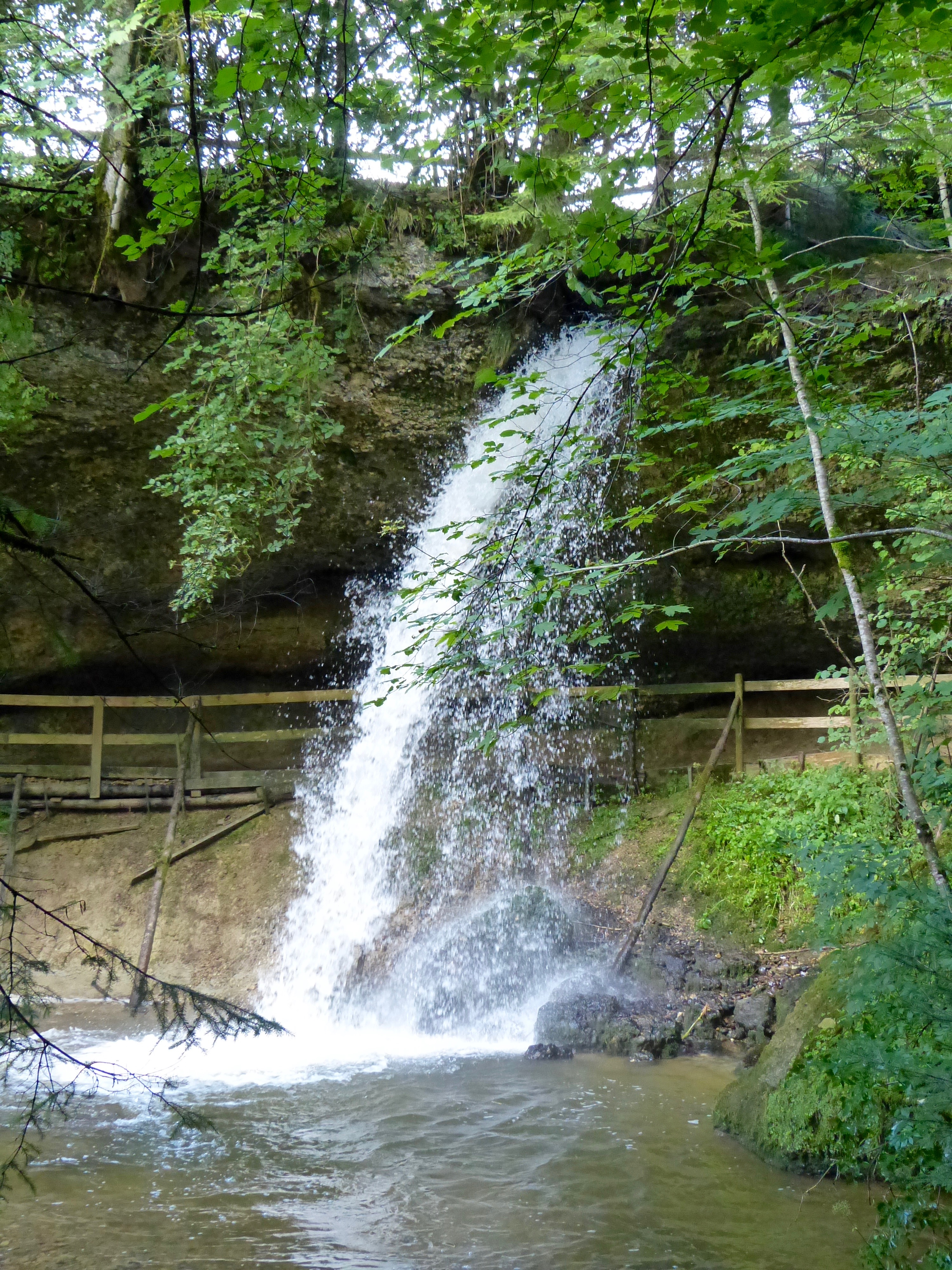
Oberer Wasserfall

Nordwestlich von Scheidegg liegen die Scheidegger Wasserfälle, ein aus mehreren Felsstufen bestehendes Geotop. Sie sind durch Wanderwege, einen Parkplatz und eine Gaststätte touristisch erschlossen. (Lage:⊙)
Auf dem Gemeindegebiet von Scheidegg liegen ebenfalls die Hasenreuter Wasserfälle, die Rickenbachfälle und die Schwedenhöhle.

#### Gletschertopf Scheffau
Gleich neben der Verbindungsstraße Weiler-Neuhaus (Grenze), in der Nähe von Scheffau liegt mit diesem sehenswerten Überbleibsel einer Gletschermühle noch ein Erinnerungsstück an den Rheingletscher der jüngsten Eiszeit. (Lage: ⊙)

### Bauwerke
In der Ortsmitte befindet sich die 1797–1798 erbaute Katholische Pfarrkirche St. Gallus mit Malereien des Münchener Malers Ludwig Glötzle und historischer Steinmeyer-Orgel von 1895. Die 1963 erbaute evangelische Auferstehungskirche enthält ein begehbares Fußbodenlabyrinth (nach dem Muster der Kathedrale von Chartres mit sieben Umgängen, etwa sechs Metern Durchmesser, 130 m Weg). Die 1695 erbaute und 1798 erweiterte katholische Pfarrkirche St. Martin im Gemeindeteil Scheffau enthält einen barocken Hochaltar und eine Figur der Madonna im Kranz der 15 Rosenkranzgeheimnisse.

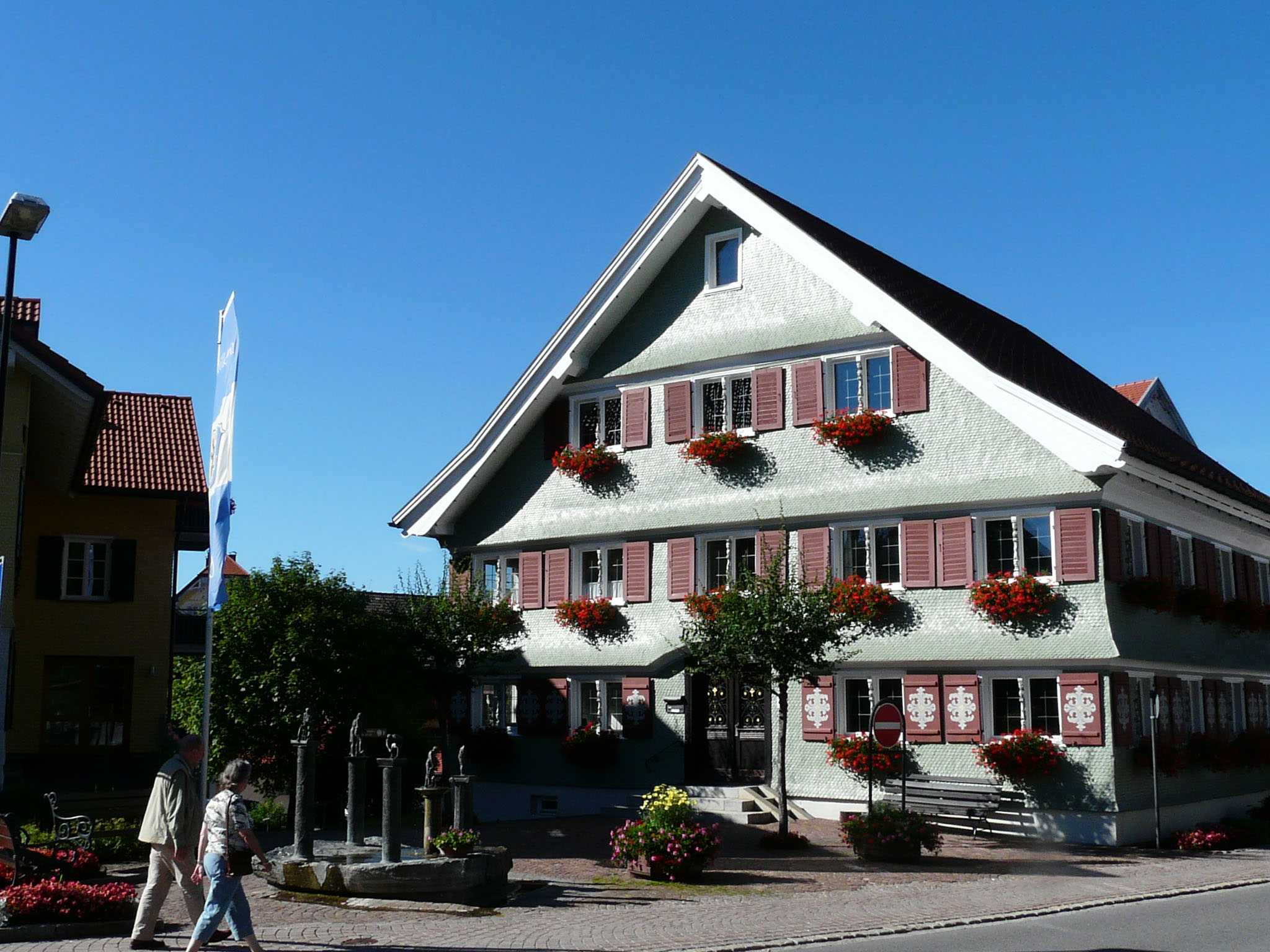
Rathaus in Scheidegg

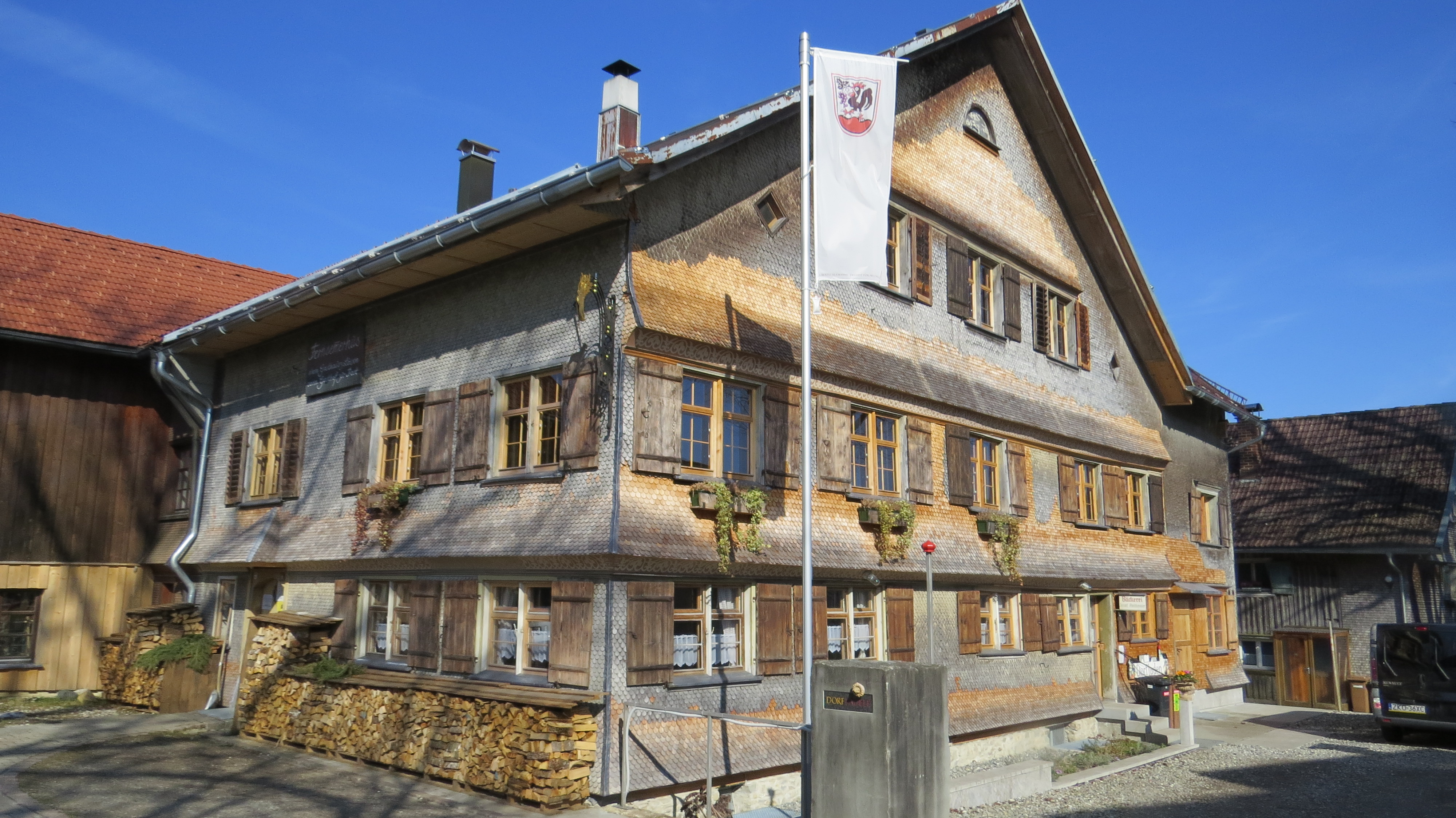
„Fernsemmerhus“ mit Dorflädele in Scheffau

In der Umgebung von Scheidegg gibt es 13 Kapellen, darunter eine ökumenische. Alle Kapellen sind mit den Kirchen und dem Kreuzberg mit seinem Höhenweg durch den kleinen und den großen Ökumenischen Kapellenweg miteinander verbunden:
- Ökumenische St.-Hubertus-Kapelle, Forst, erbaut 1986–1988
- Lourdesgrotte, Sonnenstraße, erbaut 1897
- Annakapelle, Zollstraße, erbaut um 1500
- Galluskapelle am Höhenweg, erbaut um 1635
- Kruzifix auf dem Kreuzberg, errichtet 1898
- Kriegergedächtniskapelle, Zollstraße, erbaut 1922
- Kapelle St. Gallus und Magnus, Blieslings, erbaut um 1840
- St. Wendelinskapelle, Kinberg, erbaut um 1670
- Marienkapelle, Haus, erbaut 1981–1983
- Kapelle St. Katharina und St. Antonius, Böserscheidegg, erbaut 1710
- Filialkapelle St. Martina, Schalkenried, erbaut 1622 als Pestkapelle
- Anna-und-Joachim-Kapelle, Unterstein, erbaut um 1628
- Herz-Jesu-Kapelle, Ebenschwand, erbaut 1921–1922
- Ulrichskapelle bei Möggers, erbaut um 1000

### Friedenspreis der Gemeinde Scheidegg
Der Scheidegger Friedenspreis wurde von der Gemeinde 2009 erstmals verliehen. Die Auszeichnung besteht aus einer Taube aus weißem Porzellan. Der Preis wurde bisher an folgende Personen verliehen:
- 2009: Rainer Eppelmann
- 2010: Lothar de Maizière
- 2011: Christian Führer
- 2012: Markus Meckel
- 2013: Vera Lengsfeld
- 2014: Rudolf Seiters
- 2015: Theo Waigel
- 2016: Sabine Bergmann-Pohl
- 2017: Richard Schröder
- 2018: Arnold Vaatz
- 2019: Reiner Kunze
- 2020: Georg Milbradt
- 2021: Heinz Eggert
- 2022: Christoph Wonneberger
- 2023: Paul Krüger

### Vereine
Die gut 4000 Einwohner sind in etwa 40 Vereinen organisiert.

## Wirtschaft und Infrastruktur
Einer der größten Arbeitgeber vor Ort ist die Demmel AG.
Der Fremdenverkehr ist für Scheidegg von großer Bedeutung. Die Gemeinde besitzt die Prädikate Heilklimatischer Kurort (seit 1981) mit Zusatz Premium Class (seit 2002) und Kneippkurort (seit 1973) mit Zusatz Premium Class (seit 2006). Das Kurangebot in fünf Fachkliniken reicht von ambulanter Badekur (früher: offene Badekur) und stationärem Aufenthalt in Rehabilitationsklinik oder Sanatorium über Kneippkur, Schrothkur, Mayr-Kur und Aslan-Kur bis hin zu Kinder- und Mutter-Kind-Kuren. Scheidegg bietet ein äußerst breit gefächertes Spektrum an Therapieverfahren, unter anderem im Bereich der Onkologie und Psychosomatik.
Etwa die Hälfte der Gemeindefläche wurde 2007 landwirtschaftlich als Wiesen und Mähweiden genutzt. Bei der Tierhaltung dominieren Rinder, davon sind etwa die Hälfte Milchkühe. Daneben werden Schafe und Pferde gehalten, während die Zahl der Legehennen zwischen 2003 und 2007 stark rückläufig war.

## Verkehr
Scheidegg liegt an der Bundesstraße 308, die von Lindau (Bodensee) an die deutsch-österreichische Grenze beim Oberjochpass führt. Der Personenverkehr auf der inzwischen abgebauten Bahnstrecke Röthenbach–Scheidegg wurde 1966 eingestellt, auf einem Teil der Strecke verkehrten noch bis 1993 Güterzüge. Scheidegg liegt im Bodensee-Oberschwaben Verkehrsverbund, Busse der Linie 21 verkehren von Lindau über Scheidegg nach Lindenberg und Weiler im Allgäu.

## Persönlichkeiten
- Johannes Wanner (1878–1959), Geologe und Hochschullehrer
- Kurt Klare (1885–1954), Mediziner, Hochschullehrer und nationalsozialistischer Ärztefunktionär, Ehrenbürger
- Hugo Schnell (1904–1981), Kunsthistoriker und Verleger
- Michael Steindl (1924–2015), Linguist und Schriftsteller
- Wolfgang Bibel (* 1938), Informatiker, lebt in Scheidegg
- Wolfgang Hartung (1946–2025), Historiker
- Max Schmelcher (* 1956), Bildhauer
- Tobias Steinhauser (* 1972), Radrennfahrer
- Bernd Reichart (* 1974), Medienmanager, CEO der Mediengruppe RTL Deutschland
- Alex Burkhard (* 1988), Autor und Slam-Poet
- Georg Steinhauser (* 2001), Radrennfahrer
- Petrus-Adrian Lerchenmüller (* 1977), Abt der Abtei Windberg